# Gaston Bussière (homme politique)
Pour les articles homonymes, voir Gaston Bussière (homonymie) et Bussière.
Gaston Bussière, est un homme politique français né à Paris le 31 décembre 1902. Maire communiste de Sevran en 1939, il est fusillé comme otage par les Allemands le 21 septembre 1942 au Mont-Valérien.

## Biographie
D'abord poseur de rail, Gaston Bussière devient trempeur d'acier en 1924 à Saint-Denis chez Hotchkiss, où il s'engage syndicalement. 
En 1926, il élit domicile à Livry-Gargan avec femme et enfant, et fait son adhésion au Parti communiste français. Il déménage à Sevran en 1932 et est élu au conseil municipal en mai 1935. Il devient maire de la ville le 12 février 1939 après la mort de Louis Fernet.
En 1941, il participe au Front national en tant que commandant militaire des régions P1 et P2 de la région parisienne. Il est arrêté par la police de Vichy dans la nuit du 18 au 19 juin 1942.
Il est conduit au Fort de Romainville puis fusillé par les Allemands le 21 septembre 1942, au Mont-Valérien, le même jour que Marcel Lamant, André Chassefière et 43 autres otages.
La mention Mort pour la France est attribuée à Gaston Bussière par le Secrétariat général aux Anciens Combattants le 30 juillet 1945.

## Décoration
- Médaille de la Résistance française à titre posthume (28 mars 1961)[4]

## Hommage
- La place Gaston-Bussière à Sevran a été nommée en son honneur.
- Un stade de football porte son nom à Sevran[5].